# Sant Joan de l'Ènova (kommunhuvudort i Spanien)
San Juan de Énova är en kommunhuvudort i Spanien.   Den ligger i provinsen Província de València och regionen Valencia, i den östra delen av landet, 300 km sydost om huvudstaden Madrid. San Juan de Énova ligger 40 meter över havet och antalet invånare är 386.
Terrängen runt San Juan de Énova är platt västerut, men österut är den kuperad. Runt San Juan de Énova är det ganska tätbefolkat, med 239 invånare per kvadratkilometer. Närmaste större samhälle är Alzira, 9,9 km nordost om San Juan de Énova. Trakten runt San Juan de Énova består till största delen av jordbruksmark.